# Gustav Holst
Gustav Theodore Holst (21. září 1874 – 25. května 1934) byl anglický pozdně romantický hudební skladatel a hudební pedagog. Známá je především jeho orchestrální suita Planety (1914–1916).
Původně se jmenoval Gustav Theodor von Holst, ale později začal „von“ vynechávat kvůli protiněmecké náladě v Británii během první světové války.
Studoval na Royal College of Music v Londýně, pod vedením Charlese Villierse Stanforda, a to zejména hru na pozoun. Jako pozounista v různých orchestrech (např. Carl Rosa Opera Company) se také dlouho živil.
Jeho raná díla byla ovlivněna Griegem, Wagnerem a Richardem Straussem. Později díky vlivu Ravela, Stravinského, hinduistického spiritualismu a anglických lidových písní začal tvořit vlastní styl. Holst složil téměř 200 děl, včetně oper, baletů, sborových zpěvů a písní.
Stal se mistrem hudby v Dívčí škole svatého Pavla (1905), kde patřil k průkopníkům hudebního vzdělávání žen, a ředitelem v Morley College (1907), kde pracoval až do důchodu. Jeho hudebně-pedagogická koncepce vznikala v součinnosti s jeho blízkým přítelem Ralphem Vaughanem Williamsem.
Jeho socha stojí v rodném městě Cheltenham.